# Begonia integerrima
Begonia integerrima é uma espécie de planta do grupo Begonia.

## Taxonomia
A espécie foi decrita em 1821 por Kurt Sprengel.
Os seguintes sinônimos já foram catalogados:
- Begonia integerrima cardioides  Irmsch.
- Begonia populnea  A.DC.

## Conservação
A espécie faz parte da Lista Vermelha das espécies ameaçadas do estado do Espírito Santo, no sudeste do Brasil.

## Distribuição
A espécie é endêmica do Brasil e encontrada nos estados brasileiros de Espírito Santo, Minas Gerais, Rio de Janeiro e São Paulo.
A espécie é encontrada no domínio fitogeográfico de Mata Atlântica, em regiões com vegetação de floresta ombrófila pluvial.

## Ecologia
A espécie parece não ser capaz de autopolinização. É visitada por abelhas.